# Jacqueline Auriol

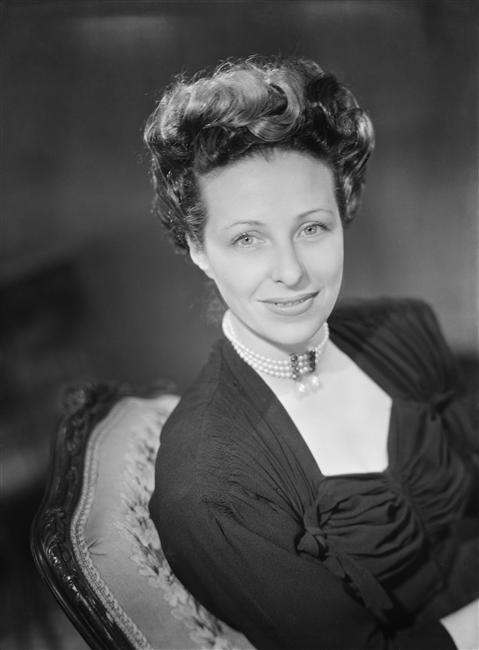
Jacqueline Auriol in 1947

Jacqueline Auriol, geboren als Jacqueline Douet (Challans (Vendée), 5 november 1917 – Parijs, 11 februari 2000) was de eerste vrouwelijke militaire testpiloot. Ze verbrak meermaals het wereldsnelheidsrecord voor vrouwelijke piloten.

## Biografie
Jacqueline Douet studeerde aan de École du Louvre in Parijs met de bedoeling zich aan de decoratieve kunsten te wijden. In 1938 trouwde ze met Paul Auriol, wiens vader Vincent Auriol minister van financiën was in de Volksfrontregering van Léon Blum.
In de Tweede Wereldoorlog verleende Jacqueline haar steun aan het Franse verzet. Kort na de oorlog raakten Paul en Jacqueline in de ban van het vliegen, en toen ze in 1948aan een diner in het Elysée(haar schoonvader was inmiddels president van Frankrijk geworden) de oorlogsvlieger Pierre Pouyade ontmoette, nodigde die haar uit voor een vlucht. Spoedig behaalde ze haar vliegbrevet. Omdat ze militair testpiloot wilde worden leerde ze als eerste vrouw luchtacrobatie. 
Op 11 juli 1949 raakte ze ernstig gewond toen het watervliegtuig waarin zij meevloog te laag over de Seine vloog en neerstortte. Haar gezicht was zodanig verminkt dat er meer dan twintig chirurgische ingrepen nodig waren om het te herstellen. Maar dat belette haar niet om in 1951 haar brevet als testpiloot te behalen en een eerste maal het snelheidsrecord voor vrouwelijke piloten te verbreken. In een De Havilland Vampire vloog ze in een gesloten circuit 818 km/h en verbeterde het record van haar Amerikaanse concurrente Jacqueline Cochran. Beide piloten kwamen trouwens goed overeen. Cochran kwam zelfs bij president Truman tussenbeide om de Amerikaanse Harmon Trophy voor vrouwen aan Auriol uit te reiken. Deze trofee bekroont de grootste prestatie van het jaar op luchtvaartgebied. Auriol kreeg de Harmon Trophy nog driemaal, in 1952, 1955 en 1956. 
In december 1952 brak ze haar eigen snelheidsrecord in een SNCASE DH-100 Mistral, de Franse versie van de Vampire, met 855,9 km/h. Auriol en Cochran braken nadien om de beurt het wereldsnelheidsrecord. In 1953 brak Cochran het record en brak als eerste vrouw door de geluidsmuur; in augustus van dat jaar deed Auriol hetzelfde als eerste Europese, in een Dassault Mystère II. in 1955 nam Auriol het record weer over met 1151 km/h in een Dassault Mystère IV. Cochran brak dat record zes jaar later en in 1962 werd Auriol weer de snelste vrouw met 1849 km/h in een Mirage III C. In 1963 vloog ze in een Mirage III R 2030 km/h. Cochran zou dat record ten slotte in een Lockheed F-104 Starfighter verbeteren tot 2097 km/h. Hun tweestrijd werd in de media voorgesteld als "de oorlog van de twee Jacquelines" hoewel ze in realiteit goede vriendinnen waren.
Na haar militaire carrière vloog Auriol voor het Franse Ministère de la Coopération (het ministerie voor ontwikkelingssamenwerking met de voormalige Franse kolonies), voor het ontwikkelen van nieuwe remote sensing-technieken voor de landbouw. Voor dat werk kreeg ze in 1973 een Ceres-medaille van de Voedsel- en Landbouworganisatie van de Verenigde Naties.
Tijdens haar pilotencarrière heeft Jacqueline Auriol zo'n 5000 vlieguren gepresteerd op meer dan 140 verschillende toestellen, waaronder ook helikopters en de supersonische Concorde. In 1970 verscheen haar autobiografie Vivre pour voler, die ook in het Engels verscheen als I Live to Fly.
Jacqueline Auriol kreeg talrijke onderscheidingen, waaronder die van grootofficier in het Legioen van Eer en grootkruis in de Nationale Orde van Verdienste.